# Dinastia XIII d'Egipte
La dinastia XIII va governar Egipte, segurament només l'Egipte mitjà i alt, des de vers el 1800 aC fins al 1650 aC.
Els primers dos reis foren fills del darrer faraó Amenemhet IV. La capital en fou Itjtawi i la teoria que, a mitja dinastia, es van haver de desplaçar al sud no està confirmada, i arribaven fins a Bubastis, mentre la dinastia XIV dominava la resta del delta. El papir de Torí dona una llarga llista de reis, que correspondrien a una mitjana d'un any i mig per cada faraó dels 25 primers. Els erudits pensen que el poder va passar a una classe nobiliària influent que establia els faraons a capritx en el seu propi benefici. Això va afectar també la dinastia XIV. Aquesta situació va durar uns 150 anys. La mitjana de tots els regnats és de menys de 3 anys.
El papir de Torí en dona 50 noms, més alguns buits o fragments que probablement inclouen 12 reis més. De molts reis, es tenen notícies també per restes arqueològiques. Alguns reis són coneguts per altres fonts i no s'han pogut situar amb seguretat. La seva posició probable és la següent:
1. Sobekhotep I
2. Sekhemkare Sonbef (Sebenef)
3. Nerikare
4. Amenemhet V
5. Amenyqemau (Qemaw)
6. (Si)harnedjheriotef (Hotepibre)
7. Jewefni (Iufeni)
8. Amenemhet VI
9. Nebnun Semenkare
10. Sehotepibre
11. Sewadjkare
12. Nedjemibre
13. Sobekhotep II
14. Ranisonb (Reniseneb)
15. Hor I
16. Khabau (Sekhemre Kutawire)
17. Djedkhepereu
18. Seb
19. Kay
20. Amenemhet VII
21. Wegaf
22. Khendjer
23. Emyremeshaw (Imira-mesha)
24. Antef V
25. Seth I
26. Sobekhotep III
27. Neferhotep I
28. Sihathor
29. Sobekhotep IV
30. Sobekhotep V
31. Sobekhotep VI
32. Ibiaw (Wahibre)
33. Aya (Ay)
34. Ini
35. Sewadjtu
36. Ined
37. Hor II (Hori)
38. Sobekhotep VII
39. 7 noms perduts, dels quals 4 podrien ser els que segueixen, i tres desconeguts:
40. Ini Merkhepesre
41. Neferhotep II
42. Sonbmijew (Senebmiu)
43. Sekhanenre
44. (un buit)
45. (un buit)
46. (un buit)
47. Mer...re
48. Merkheperre
49. Merkare
50. (un buit)
51. Mentuhotep V
52. ...mesre
53. Ibi
54. Hor(?) ...webenre (Hor II o III)
55. Se...kare
56. Sankhptahi
57. .....re
58. Se...enre

Altres de coneguts per fonts diferents del papir de Torí, de posició desconeguda, que podrien correspondre també a les dinasties XVI o d'Abidos i potser algun fins i tot a la XVII:
- Pepi III
- Nebmaatre
- Nikare II
- Aahotepre
- Aaneterire
- Nubankhre
- Nubuserre
- Khauserre
- Khamure